# ۸۴۵ (قمری)
۸۴۵ (قمری)، هشتصد و چهل و پنجمین سال در گاهشماری هجری قمری است. اول محرم این سال برابر با سی و یکم مه سال ۱۴۴۱ میلادی است.

## درگذشتگان
- تقی‌الدین مقریزی،  تاریخ‌نگار